# 온단세트론
온단세트론(Ondansetron, 제품명: Zofran)은 암 화학요법, 방사선 치료, 수술에 의한 구역질, 구토를 예방하는데 사용되는 약물이다. 장염에도 유용하게 사용될 수 있다. 멀미에 의한 구토에는 그다지 효력이 없다. 구강, 근육 주사, 수액을 통해 적용 가능하다.
온단세트론은 1990년에 의학적으로 처음 사용되었다. 의료제도에 필수적인, 가장 효과적이고 안전한 약물이 기재된 WHO 필수 약물 목록에 등재되어 있다. 제네릭 의약품으로 구매가 가능하다.